# 斯德哥尔摩大学

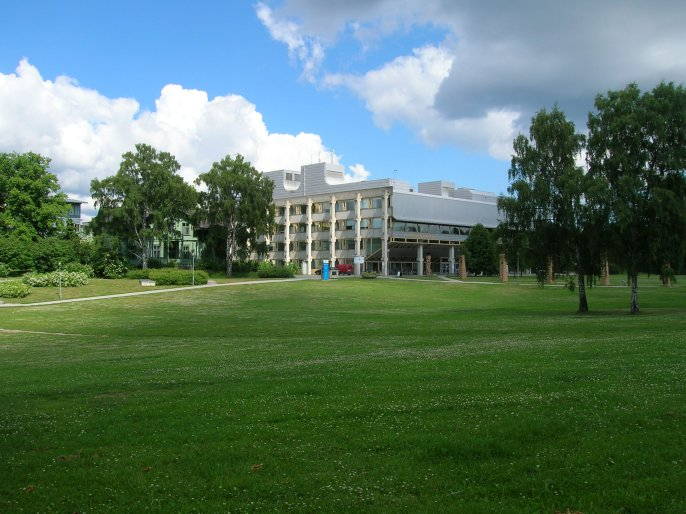
斯德哥尔摩大学阿列纽斯实验室

斯德哥尔摩大学（瑞典語：Stockholms universitet）位于瑞典首都斯德哥尔摩，始建于1878年，是瑞典国立大学。擁有人文、社會科學、法學、自然科學與數理等領域系所，在1960年9月3日國有化，同時獲得現今的校名與綜合性大學的地位。截止2017年，共有15位校友及教职工曾获得诺贝尔奖。

## 歷史
斯德哥爾摩大學的前身為建立於1878年的斯德哥爾摩高等學院，在社會大眾與斯德哥爾摩市的協助之下，於當年秋天正式開始運作。
起先該校的教學活動侷限於自然科學領域、並向他校商借教職員，直到1880年代才開始聘用教職員，在第一批受聘的教員中還包括瑞典全國第一位女教授、主攻高等數學分析的蘇妮雅·考佛絲卡雅。受聘於1884年、主修文化史的維克托·瑞德堡成為全校第一位社會科學領域的教授，而斯萬特·阿倫尼烏斯教授則在1903年獲得諾貝爾化學獎，成為第一位獲此殊榮的瑞典人。
1904年起該校獲准核發博士學位，系所單位的組織架構也在往後數年間逐步發展。在1930年代曾有若干將該校與斯德哥爾摩其他高等學院整併為單一大學的討論，但此一議題到後來不了了之，而斯德哥爾摩在往後一段時間裡仍擁有許多針對各種不同領域的高等學院。
在1970年代，核心校務的運作從斯德哥爾摩市中心移轉到佛瑞斯卡提校區；起先的構想是將大學所有校務運作移轉到該校區，不過包括資訊科學院、新聞學院、社會科學院等單位仍傾向在此主校區以外作業。在2008年1月，斯德哥爾摩師範學院整併入斯德哥爾摩大學，成為該校的教育學院；但在此一整併之前，師範學院的學生已在斯德哥爾摩大學修讀不少必修課程。稍早師範學院的建築現今則成為斯德哥爾摩大學的康拉德堡校區。

## 组织结构

### 院系设置
斯德哥尔摩大学有4大学院：自然科学院、人文学院、社会科学院和法学院，下辖56个系、所、研究中心等。

### 自然科学院
- 数学和物理学：冶金学、理论物理、数学、航天物理、应用数学、物理系统、航天科学、微粒子物理等。
- 生物学：植物学、动物学、微生物学、生态学、放射生物学、自然资源管理、动物生理学、海洋生态、细胞科学、神经科学和神经毒理学、分子生物、基因、遗传学、免疫学。
- 化学：生物化学、无机和有机化学、化学分析、分析化学、结构化学、物理化学、金属化学、应用化学等。
- 大地科学部分：地质学、地理学、矿物学、石油储藏、地质化学、测量、遥感等。

### 社会科学院
- 经济史、社会工作、环境心理学，污染与环境、经济和务工、公共事业管理、公共行政事务、社会学、统计学、社会人类学、社会发展研究、教育学、信息加工、国际经济、政治科学、商业管理、人口学、人文地理、社会心理学、国际关系、巴尔干研究、社会政策等。

### 人文科学院
- 语言学：斯拉夫语言及文学（国别）、普通语言学、阿拉伯语言及历史、罗马语言、法语、印度支那语言、演讲学、英语、汉语及中国文化、韩语及文化、瑞典语。
- 历史学：考古学、斯堪的那维亚语言和文化、比较艺术史、古代文化和文明、实践哲学、文学历史、儿童文学、宗教历史、戏剧及其历史、艺术理论、新闻学、文学、理论哲学、思想历史、城市历史等。

### 法学院
- 民法、市场法、消费者保护法、公共法律、法律程序、金融和经济法、刑法、法律历史、犯罪学、罪犯改造、国际法、劳工法、保险法、法学理论等。

### 研究中心
除了学院之外，大学还有分院和一些中心，如：巴尔干研究中心、儿童文学研究中心、妇女研究中心、双语言研究中心、自然资源和环境研究中心、亚太研究中心、英语学生分院、国际经济研究分院、社会研究分院、海洋研究分院等。

## 經濟與企管學系
斯德哥爾摩大學的經濟與企管學系是瑞典全國大專院校在相關領域最具規模的學術研究單位，同時也是該校最具規模的系所之一；該所的正式英文名稱則為「斯德哥爾摩大學企管系」。
該系最早已於1950年代開始以斯德哥爾摩高等商業學校之分支機構的形式存在，直到1962年7月1日才成為隸屬斯德哥爾摩大學的單位，今日則劃分在社會科學院之下。截至今年(2009)為止共有超過3500名學生就讀於該系，70位左右的教職員在該系從事研究與教學工作；同時該系目前還有20位左右的博士學位候選人與大約30位行政職員。
經濟與企管系開授的個別課程與學程旨在提供與該領域眾多不同學們相關的扎實基礎(理論)知識與實作能力；換言之學生能夠學習在企業公司中所必須的的領導、管理、市場行銷與溝通等技能。他們甚至能習得與業務觀念、發展相關的策略，並針對公司的營運狀況進行分析與評估。下列為該系所提供的部分學程列表:
民間經濟學學程(需時四年)
大學部學程(需時三年)
碩士學程(需時兩年)
此外，該系尚開授企業管理碩士學程；同時斯德哥爾摩大學也是在2007年23所申請發給民間經濟學學程的瑞典大專院校中，獲教育部批准的6所學校之一。
同時，該系目前已開展相當廣闊的國內與國際事務合作網路，目前已與全球眾多大學與高等學院簽有學術合作協議書。每年該系即有百餘位學生獲得至海外研修的機會，同時大約同等數量的外籍學生也得以至該系進行研習與交流活動。換言之，學生不論何時皆有機會安排、規畫參與交換學生計畫，並藉此至國外大學從事短期研習。

## 國家經濟學系
斯德哥爾摩大學商管學院的學生還可在國家經濟學系修讀與國家經濟學相關的課程。該系的規模在全瑞典大學相關領域系所中可謂數一數二，每學期約有千餘名學生就讀，系上25位教師則針對勞動市場、工業組織結構、公共經濟學與經濟體系整合等項目從事教學與研究工作。在教學方面，該系甚至與國際企業研究院及社會學研究院進行合作。

## 圖書館
斯德哥爾摩大學總圖書館每年約有150萬人次造訪，為斯德哥爾摩最重要的文教機構與瑞典全國規模最大的學術研究型圖書館之一。自然而然地，圖書館成為校園中學生聚會與訊息傳遞的重要地點。

## 學生生活
除了具有義務性質的大學學生會(SUS)以外，斯德哥爾摩大學的學生尚須加入四個學院級的社團之一；而學生的校園生活也與學生會、各學院社團與其他具有聯誼性質的學生社團息息相關。

## 知名校友
| 姓名                       | 成就                                                                 |
| -------------------------- | -------------------------------------------------------------------- |
| 斯凡特·奥古斯特·阿伦尼乌斯 | 1903年诺贝尔化学奖获得者                                             |
| 汉斯·冯·奥伊勒-切尔平      | 1929年诺贝尔化学奖获得者                                             |
| 乔治·德海韦西              | 1943年诺贝尔化学奖获得者                                             |
| 贡纳尔·默达尔              | 1974年诺贝尔经济学奖获得者                                           |
| 保罗·克鲁岑                | 1995年诺贝尔化学奖获得者                                             |
| Bert Bolin                 | 2007年诺贝尔和平奖获得者,著名气象学家,曾任IPCC主席                   |
| 托马斯·特兰斯特罗默        | 2011年诺贝尔文学奖获得者,诗人，心理学家和翻译家                      |
| 卡尔-古斯塔夫·罗斯贝       | 著名气象学家，为纪念其贡献，气象学界最高奖项被命名为C.G.Rossby Medal |
| 弗雷德里克·赖因费尔特      | 曾任瑞典首相                                                         |
| 达格·哈马舍尔德            | 曾任联合国秘书长                                                     |
| 汉斯·布利克斯              | 曾任瑞典外交大臣、国际原子能机构总干事                               |
| 瑞典马德琳公主             |                                                                      |
| 霍拉塞·恩达尔              | 瑞典学院终身秘书                                                     |
| 奥洛夫·帕尔梅              | 曾任瑞典首相                                                         |
| 安德烈亚斯·帕潘德里欧      | 曾任希腊总理                                                         |
| 乔治·帕潘德里欧            | 曾任希腊外交部长                                                     |
| 哈拉尔德·克拉梅尔          | 著名数学家和统计学家                                                 |
| 英格马·伯格曼              | 电影导演                                                             |
| 顾震潮                     | 著名气象学家，曾任中华人民共和国科学院大气物理研究所所长             |